# Клочай, Виктор Владимирович
Виктор Владимирович Клочай (27 июня 1957 года, село Ладыженка, Уманский район, Черкасская область Украинская ССР) — российский предприниматель, вице-президент РСПП, председатель координационного совета отделений РСПП в Приволжском федеральном округе , член  Общественной палаты РФ (2010-2013 гг.), сопредседатель Нижегородского регионального отделения  Общероссийского народного фронта, председатель совета директоров  АО «Русполимет», председатель совета директоров ЗАО «Дробмаш»(2010-2016). Кандидат технических наук, Заслуженный металлург Российской Федерации (2012). Лауреат Государственной премии Российской Федерации (1995) и премии Правительства РФ в области науки и техники, почетный гражданин Нижегородской области. В 2005—2008 годах — вице-губернатор  Нижегородской области.

## Биография
Родился 27 июня 1957 г. в селе Ладыженка,  Усманского района ,  Черкасской области  Украинской ССР. В 1979 году с отличием окончил  Донецкий политехнический институт по специальности «Металлургия черных металлов». По окончании института в течение 20 лет работал на  Череповецком металлургическом комбинате, где прошел трудовой путь от подручного сталевара до директора по производству. На протяжении трех лет, являясь директором  ОАО «Северсталь», возглавлял совет директоров ОАО «Карельский окатыш» и  ОАО «Оленегорский горно-обогатительный комбинат». С июня 2000 г. по январь 2001 г. генеральный директор ОАО «НОСТА» —  Орско-Халиловский металлургический комбинат. С 2001 г. генеральный директор  ОАО «Заволжский моторный завод». С августа 2002 г. одновременно генеральный директор ОАО «Заволжский моторный завод» и  ОАО «Ульяновский автомобильный завод». C апреля 2003 г. первый заместитель генерального директора  ОАО «Северсталь-авто» — генеральный директор производства автомобилей и силовых агрегатов.
Государственная премия Российской Федерации «За создание и промышленное освоение ресурсосберегающей технологии конвертерного передела низкомарганцовистого чугуна» (1995)

## Политическая деятельность
С 25 августа 2005 г. по 30 декабря 2008 г. вице-губернатор, первый заместитель Председателя Правительства  Нижегородской области по развитию научно-производственного и экономического потенциала.

## Дальнейшая деятельность
С 27 марта 2009 г. возглавлял  ОАО «Государственная транспортная лизинговая компания» (распоряжение Минтранса России № ИЛ-16-Р от 16 марта 2009 г.).
С июня 2010 года председатель Совета директоров, с декабря 2012 г. по 2 февраля 2014 г. генеральный директор  ПАО «Русполимет». 
С 2011 по 2013  — генеральный директор ЗАО «Дробмаш». 
На начало 2017 года  —  президент, председатель совета директоров  ПАО «Русполимет».

## Личная жизнь
Женат.Трое детей и восемь внуков.

## Отзывы коллег-промышленников
Нижегородские бизнесмены называют Виктора Клочая человеком с бульдожьей хваткой. «У него очень точный аналитический склад ума и способность к  предвидению. Он понимает, что металлургия — одна из отраслей, которая выиграет от вступления в ВТО. И та продукция, которую сейчас производят на «Русполимете», будет востребована и на внутреннем, и на внешнем рынках. Я не исключаю, что к своему 60‑летию он попадет в золотую сотню Forbes. Для этого у него есть все задатки», — высказывается президент концерна «Термаль» Владимир Буланов.

## Награды и звания
- Орден Александра Невского (11 марта 2020 года) — за достигнутые трудовые успехи и многолетнюю добросовестную работу[11].
- Орден Почёта (21 ноября 2007 года) — за достигнутые трудовые успехи и многолетнюю добросовестную работу[12].
- Орден Дружбы (11 мая 1995 года) — за достигнутые трудовые успехи и многолетнюю работу в акционерном обществе «Северсталь» (Вологодская область)[13].
- Заслуженный металлург Российской Федерации (21 апреля 2012 года) — за заслуги в области металлургии и многолетний добросовестный труд[14].
- Государственная премия Российской Федерации 1995 года в области науки и техники (20 июня 1995 года) — за создание и промышленное освоение ресурсосберегающей технологии конвертерного передела низкомарганцовистого чугуна[15].